# Lumbarda
Lumbarda falu és község Horvátországban, Dubrovnik-Neretva megyében.

## Fekvése
Makarskától légvonalban 43 km-re délre, Korčula városától légvonalban 4, közúton 6 km-re délkeletre, Korčula szigetének keleti végében, a sziget legkeletibb pontjától 2 km-re nyugatra, egy dombok és a Lumbardai-mező által övezett öbölben fekszik. Egyes részei felhúzódnak a Vela és a Mala Glavica domboldalaira. További településrészei a keleti részen Vela és Mala Postrana, nyugaton pedig a Račišće-öböl melletti Javić és Koludrt. Partvidéke nagy mértékben tagolt, mintegy húsz kis sziget is tartozik hozzá. A turisták között népszerűek Lumbarda homokos strandjai. A településre Korčula városából egy a környező fenyőerdőkön és olajfaültetvényeken át vezető jó minőségű, aszfaltozott úton lehet eljutni.

## Története
A Korčula szigetén élő első ismert nép az illírek voltak, akik az i. e. 2. évezredben jelennek meg. A magaslatokon épített erődített településeken éltek, melyek nyomai Korčula szigetének mintegy harminc pontján találhatók meg. Ilyen vár maradványai találhatók Lumbarda határában a Vela Straža nevű magaslaton. Az illírek halottaikat kőből rakott halomsírokba temették, melyek általában szintén magaslatokon épültek. Lumbarda határában számos illír eredetű halomsír található. A legjelentősebb lelőhelyek Donje Blato négy, Gornje Blato öt, Javić három és Mindel öt halomsírral. Az i. e. 3. században a görögök is kolóniát hoztak létre a mai Lumbarda területén. Az itt talált leletek, egy feliratos kő az ún „Lumbardai psephisma" és a kolónia temetőjéből származó "Gnathia" váza jelenleg a korčulai városi múzeumban található. Az illírek i. e. 30-ig uralták a szigetet, amikor Octavianus hadai végső győzelmet arattak felettük. A római légionáriusok a sziget több pontján letelepedtek magukkal hozva kultúrájukat, életmódjukat, szokásaikat. A római villagazdaságokban nagy mennyiségű gabonát, olívaolajat, bort, sózott halat és más élelmiszert állítottak elő, melyekkel élénk kereskedelmet folytattak. Ezek a tágas, kényelmesen berendezett épületek központi fűtéssel, díszes mozaikpadlóval, luxustárgyakkal rendelkeztek. Római villagazdaságok maradványai találhatók Lumbardia határában Vela Solinán, Javićon és Mindelen is.
A középkorban a sziget keleti partvidéke lényegében lakatlan volt, ugyanis a középkor folyamán állandó kalóztámadás veszélyének volt kitéve, ezért a lakosság többnyire a sziget belsejében alapított településeken élt. Benépesülése a közeli Korčula városának fejlődésével hozható összefüggésbe. A 14. századtól a korčulai nemesség és magas rangú egyházi személyek a világ zajától elvonultan megerősített nyaralókat, kastélyokat kezdtek itt építeni. Az itteni élet alapját a kő, a mező és a legelők jelentették. Lakosai közül jeles kőfaragók, szobrászok, kőművesek kerültek ki, de ugyancsak régi hagyományai vannak a szőlőművelésnek, az olajbogyó termesztésnek és feldolgozásnak, valamint az állattartásnak is. 1561-ben a település régi központjában emelkedő dombon felépült Lumbarda első, Szent Rókus tiszteletére szentelt temploma, melyet a lakosság növekedése miatt 1680-ban már bővíteni kellett. A 16. században több, máig is jó állapotban fennmaradt nemesi kastély épült itt, melyek közük meg kell említeni a Nobilo, a Manola és a Kršinić családok kastélyait.
A velencei uralomnak 1797-ben vége szakadt és osztrák csapatok vonultak be Dalmáciába. 1806-ban az osztrákokat legyőző franciák uralma alá került, de Napóleon lipcsei veresége után 1813-ban újra az osztrákoké lett. A településnek 1857-ben 580, 1910-ben 1349 lakosa volt. 1918-ban az új szerb-horvát-szlovén állam, majd később Jugoszlávia része lett. A második világháború idején 1941 és 1943 között olasz megszállás alatt volt. A háború után a szocialista Jugoszlávia része lett. 1955-ben az újraszervezett Korčula községhez került. A  független Horvátország megalakulása utáni közigazgatási reform alkalmával, 1997-ben önálló község lett. 2011-ben 1213 lakosa volt, akik főként a mezőgazdaságból, halászatból, kőfaragásból és a turizmusból éltek.

## Népesség
| Lakosság változása | Lakosság változása | Lakosság változása | Lakosság változása | Lakosság változása | Lakosság változása | Lakosság változása | Lakosság változása | Lakosság változása | Lakosság változása | Lakosság változása | Lakosság változása | Lakosság változása | Lakosság változása | Lakosság változása | Lakosság változása |
| ------------------ | ------------------ | ------------------ | ------------------ | ------------------ | ------------------ | ------------------ | ------------------ | ------------------ | ------------------ | ------------------ | ------------------ | ------------------ | ------------------ | ------------------ | ------------------ |
| 1857               | 1869               | 1880               | 1890               | 1900               | 1910               | 1921               | 1931               | 1948               | 1953               | 1961               | 1971               | 1981               | 1991               | 2001               | 2011               |
| 580                | 703                | 831                | 1.029              | 1.197              | 1.349              | 1.349              | 1.243              | 1.185              | 1.235              | 1.142              | 1.068              | 1.040              | 1.102              | 1.221              | 1.213              |

## Nevezetességei
- Szent Rókus tiszteletére szentelt plébániatemploma[4] a 16. században épült, Barbarigo püspök említi először 1561-ben történt bővítése során. A településnek ekkor mintegy 80 lakosa volt, tehát azelőtt egy egész kicsi kápolna állt a helyén. A templomot 1680-ban újra bővítették, majd 1774-ben megújították. Újabb felújítása történt 1886-ban, mely után 1888. április 30-án újraszentelték. Utolsó felújítása 1988-ban történt. Harangtornyát 1968-ban kezdték építeni és 1995-ben fejezték be. Újonnan vásárolt három harangját 1996-ban Szent Rókus ünnepén helyezték el a harangtoronyban. Bejárata felett rózsaablak, felette Szent Rókus szobra látható. Az oromzaton áll a három harang számára kialakított nyitott harangtorony. Főoltára a 19. századi felújításkor készült vrniki kőből faragva reneszánsz-barokk stílusban. A keresztelőkút a falu szülöttének Frano Kršinićnek az alkotása.
- A Szent Kereszt templomot[5] a 16. század végén építették a Ražnjić-fok felé húzódó mezőn. Falába az 1774-es évszám van bevésve, mely valószínűleg a megújítás éve volt. A templomot 1881-ben loggiával bővítették, utoljára 1997-ben újították fel.
- A temetőben álló Szent János templom 1893-ban épült a régi bencés kolostor helyén, melyet már 1388-ban említenek. A régészeti leletek szerint ezen a helyen már az ókorban görög kolónia volt.
- A velika postranai Szent Bertalan templomot[6] 1574-ben építették a korčulai domonkos atyák barokk stílusban. Teteje kőlapokkal fedett és kis fából épített fedett terasza is van. Mennyezete kazettás, falait freskók díszítik.
- A Žabnjak nevű településrészen álló Szent Borbála templomot 1400-ban említik, ma már nagyon rossz állapotban áll.
- A javići Szent Szpiridion kápolna 1900-ban épült.
- A Mala Glavica nyugati oldalán álló Kisboldogasszony kápolna a 16. század végéről származik.
- A Vela Glavicán a Nobilo-kastély mellett áll a Szent Péter és Pál templom, melyet 1529-ben építettek. Ma már nincs használatban.[7]
- A Lumbardai mezőn és a tengerparton a Bilin žal-öbölben egykori őrtornyok[8]  maradványai találhatók. Egykor innen figyelték a sziget körüli tengeri forgalmat és támadás esetén figyelmeztették a lakosságot.
- Lumbardán több régi nemesi család kastélya és erődített nyári rezidenciája található. Nagyrészt még akkor épültek, amikor a gyakori volt a kalóztámadás a vidéken. Ezért erődszerűen, magas falakkal, kis ablakokkal vannak megépítve, hogy szükség esetén védelmet nyújtsanak. Az idők folyamán a kastélyokat részben elbontották, részben lakóházakká építették át. Ilyen kastélyok a Velika Glavicán a Nobilo család alsó[9] és felső[10] kastélya, a Mala Glavicán álló Kršinić-kastély, a Manola-kastély és az Andrijić-kastély.
- A településtől keletre, a Vela polja-mezőn fekvő Knežina területén egy római villagazdaság (villa rustica) maradványa található, amelyből ma az opus reticulatum technikával épített, tornáccal összekötött, kelet-nyugati tájolású két épület maradványai láthatók. A nyugati épület északkeleti sarka felett egy kétszintes védőtornyot építettek, amelynek földszintjén megmaradtak a villa falai. Méretei és építési technikája szerint a villa rustica 1. századi építmény.[11]
- A falu nyugati végén, a Koludrt-félsziget tetején régészeti lelőhely található. A domb tetején egy 16x10 m méretű, négyszögletes alaprajzú ciszterna maradványai vannak, mely a hellenisztikus építkezés egyedülálló példája. A 19. és a 20. század fordulóján egy, a görög település alapításának idejéből, az i. e. 3. századból származó epigráfiai emléket találtak benne. Ezen kívül más leletek (kerámiadarabok, tetőcserép, pénz stb.) is előkerültek itt. A lelőhely egy sánccal körülvett hellenisztikus település létezéséről tanúskodik, mely az Adriai-tenger keleti partjának görög gyarmatosításának időszakából származik.[12]

## Kultúra
Lumbardán működik az 1980-ban alapított Ivo Lozica Kulturális és Művészeti Egyesület, melynek zenei, ének, folklór és amatőr színjátszó szekciói vannak.

## Oktatás
A településen alsótagozatos iskola működik, a felső tagozatos gyermekek Korčulára járnak iskolába.

## Híres emberek
- Itt született 1910. június 10-én Ivo Lozica szobrászművész
- Itt született 1897. július 24-én Frano Kršinić szobrászművész. Az ő műve a helyi II. világháborús emlékmű és a szálloda épülete előtti „Halászok” bronz dombormű.

## Galéria
- A Bilin žal-öböl
- A Ražnjić-fok
- A Szent Rókus plébániatemplom
- A Szent Szpiridion templom
- A II. világháborús emlékmű
- Lumbardai utcarészlet